# Keokuk
Keokuk è un comune degli Stati Uniti d'America, situato in Iowa, nella contea di Lee, della quale è anche uno dei due capoluoghi insieme a Fort Madison.